# Ајука (Илиноис)
Ајука (енгл. Iuka) град је у америчкој савезној држави Илиноис.

## Демографија
По попису из 2010. године број становника је 489, што је 109 (-18,2%) становника мање него 2000. године.
| Група             | 2000.       | 2010.       |
| Белци             | 585 (97,8%) | 477 (97,5%) |
| Афроамериканци    | 1 (0,2%)    | 6 (1,2%)    |
| Азијати           | 1 (0,2%)    | 1 (0,2%)    |
| Хиспаноамериканци | 5 (0,8%)    | 4 (0,8%)    |
| Укупно            | 598         | 489         |